# Nicks Nase
Nicks Nase är en bergstopp i Antarktis. Den ligger i Östantarktis. Nya Zeeland gör anspråk på området. Toppen på Nicks Nase är 1 562 meter över havet.
Terrängen runt Nicks Nase är bergig åt nordost, men åt sydväst är den kuperad. Trakten är obefolkad. Det finns inga samhällen i närheten. 